# Vale of Rheidol Railway
| Lokomotive Nr. 8 Llywelyn im Anstieg nach Devil’s Bridge |                     |                                                   |                |
| |                     |                                                   |                |
| Streckenlänge: | 18,9 km             |                                                   |                |
| Spurweite: | 603 mm (Schmalspur) |                                                   |                |
| Maximale Neigung: | 20 ‰                |                                                   |                |
| |                     |                                                   |                |
| \| \| \| Übergang von der Cambrian Coast Line aus Pwllheli \| \| \| \| \| Aberystwyth \| \| \| \| \| Llanbadarn \| \| \| \| \| A4120 \| \| \| \| \| Rheidol \| \| \| \| \| \| \| \| \| \| Glanyrafon \| \| \| \| \| Capel Bangor \| \| \| \| \| \| \| \| \| \| \| \| \| \| \| Nantyronen \| \| \| \| \| Aberffrwd \| \| \| \| \| \| \| \| \| \| Rheidol Falls \| \| \| \| \| Rhiwfron \| \| \| \| \| Devil’s Bridge \| \| |                     |                                                   |                |
| |                     | Übergang von der Cambrian Coast Line aus Pwllheli |                |
| Kopfbahnhof Streckenanfang |                     | Aberystwyth                                       | Aberystwyth    |
| Haltepunkt / Haltestelle |                     | Llanbadarn                                        | Llanbadarn     |
| Bahnübergang |                     | A4120                                             | A4120          |
| Brücke über Wasserlauf |                     | Rheidol                                           | Rheidol        |
| Bahnübergang |                     |                                                   |                |
| Haltepunkt / Haltestelle |                     | Glanyrafon                                        | Glanyrafon     |
| Bahnhof |                     | Capel Bangor                                      | Capel Bangor   |
| Bahnübergang |                     |                                                   |                |
| Bahnübergang |                     |                                                   |                |
| Haltepunkt / Haltestelle |                     | Nantyronen                                        | Nantyronen     |
| Bahnhof |                     | Aberffrwd                                         | Aberffrwd      |
| Bahnübergang |                     |                                                   |                |
| Haltepunkt / Haltestelle |                     | Rheidol Falls                                     | Rheidol Falls  |
| Haltepunkt / Haltestelle |                     | Rhiwfron                                          | Rhiwfron       |
| Kopfbahnhof Streckenende |                     | Devil’s Bridge                                    | Devil’s Bridge |

Die Vale of Rheidol Railway (walisisch: Rheilffordd Cwm Rheidol) ist eine schmalspurige Museumseisenbahn (Spurweite 603 mm), die auf einer Strecke von 18,9 km Länge zwischen Aberystwyth und Devil’s Bridge in Ceredigion, Wales, verkehrt.
Bei ihrer Privatisierung 1989 war sie die einzige dampfbetriebene Strecke im Netz von British Railways, da überall sonst die Dampftraktion bereits 1968 geendet hatte.
Im Gegensatz zu anderen Eisenbahnen im Vereinigten Königreich ist die Vale of Rheidol Railway niemals stillgelegt worden; nur während des Zweiten Weltkriegs war sie vorübergehend geschlossen. Sie diente von Anfang an dem Tourismus und konnte 2002 ihr 100-jähriges Jubiläum feiern.

## Geschichte
Die ersten Vorschläge für eine Schmalspurbahn in der Gegend von Aberystwyth entstanden, nachdem die Planungen der Manchester and Milford Railway für eine Bahnlinie von Llanidloes nach Aberystwyth über Devil’s Bridge zunächst geändert und dann noch vor Baubeginn aufgegeben wurden.
Der ursprüngliche Hauptzweck der Strecke war der Transport von Holz und Erz aus dem Tal des River Rheidol an den Hafen und zur Hauptstrecke der Eisenbahn in Aberystwyth. Gegen Ende des 19. Jahrhunderts gab es hier viele Bleiminen. Nach einem Parlamentsbeschluss 1897 begann der Bau 1901. Um Geld zu sparen, wurden die Einschnitte im Fels in Handarbeit statt durch Sprengung hergestellt.
Die Strecke wurde für den Gütertransport im August 1902 und für den Personenverkehr am 22. Dezember 1902 eröffnet. Inzwischen befand sich der Bleibergbau in Ceredigion jedoch bereits im Niedergang. Gleichzeitig nahm der Tourismus zu, und der Personenverkehr wurde bald Hauptverkehrszweig der Bahn.

### Als Zweigstrecke der Cambrian Railways
Am 1. Juli 1913 verlor die Strecke ihre Unabhängigkeit und wurde von der Cambrian Railways übernommen, jedoch verhinderte der Beginn des Krieges 1914 die Durchführung größerer Verbesserungen. Der Personenverkehr wurde reduziert, und der kriegsbedingt erhöhte Holzbedarf bedeutete, dass der Güterverkehr für eine kurze Zeit Haupteinnahmequelle wurde.

### Unter Kontrolle der Great Western Railway
Mit dem Railways Act 1921 wurden die Cambrian Railways und damit auch die Vale of Rheidol Railway mit 1. Januar 1922 Bestandteil der Great Western Railway (GWR). Die GWR führte nur den Personenverkehr fort und gab den Güterverkehr völlig auf. Ab 1931 fuhren die Züge nur noch während der Sommermonate. Mit Beginn des Zweiten Weltkriegs wurde die Strecke völlig geschlossen, die Instandhaltung jedoch fortgesetzt. Die Bahnlinie wurde 1945 wieder eröffnet.

### Verstaatlichung

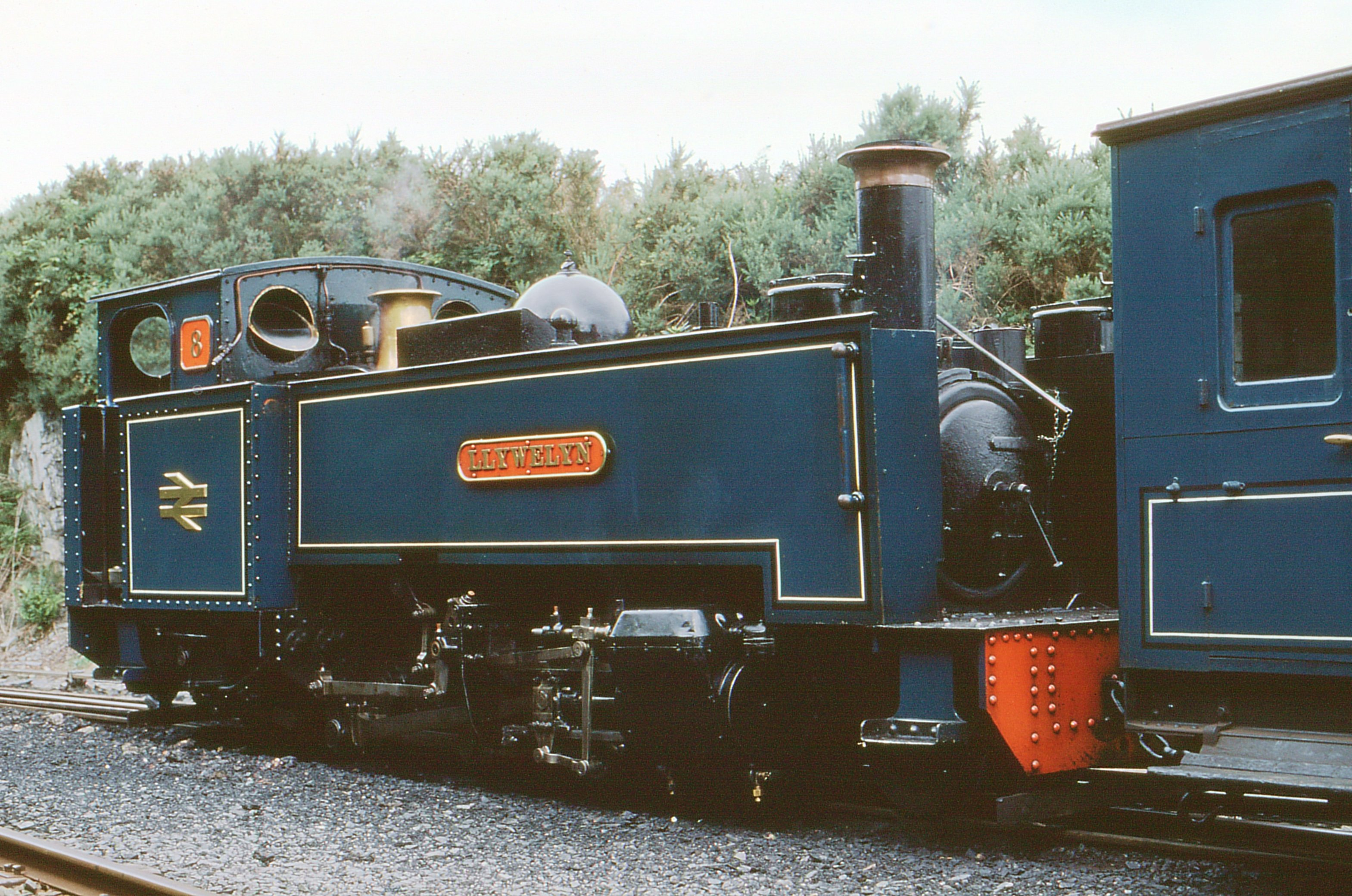
No. 8 Llywelyn mit dem BR-Logo (1980)

Am 1. Januar 1948 wurde die Great Western Railway Bestandteil der Western Region von British Railways (BR), und die Bahnlinie wurde weiterhin für den Tourismus betrieben.
1968 wurde die Strecke in Aberystwyth verlegt; sie läuft seitdem parallel zur normalspurigen Hauptstrecke der BR in deren Endbahnhof ein. Zwischen den Hochbahnsteigen, an denen vorher die Züge der 1964 stillgelegten Strecke nach Carmarthen gehalten hatten, ist für die Schmalspurbahn ein niedriger Mittelbahnsteig angelegt worden. Der vorhandene normalspurige Lokschuppen wurde ebenfalls umgebaut und an die Bedürfnisse der Schmalspurbahn angepasst. Am Ort des ehemaligen Schmalspurbahnhofs befindet sich heute ein Supermarkt.

### Privatisierung
Die Strecke wurde 1989 privatisiert und an Peter Rampton und Tony Hills (der heute Besitzer und Generaldirektor der Brecon Mountain Railway ist) verkauft. 1996 trennten sich Rampton und Hills: während Hills weiterhin die Brecon Mountain Railway kontrolliert, wurde die Vale of Rheidol-Bahn an eine von Rampton gegründete Gesellschaft verkauft, den Phyllis Rampton Narrow Gauge Railway Trust.

## Die Eisenbahn heute
Die Eisenbahn wird weiterhin für den Tourismus betrieben und verkehrt im Allgemeinen von Ostern bis Ende Oktober mit Sonderfahrten während der Schulferien im Februar und Nikolausfahrten im Dezember.
Die Bahngesellschaft hat 2011 den Rheidol Explorer entwickelt, einen GPS-gesteuerten Audioguide, der die Fahrgäste mit Kommentaren während der Fahrt versorgt.

## Die Strecke
An der Strecke liegen vier Bahnhöfe und fünf Haltepunkte. Während im Allgemeinen die Züge aus betrieblichen Gründen in allen Bahnhöfen halten, sind die anderen Stationen Bedarfshalte. Die Reise dauert etwa eine Stunde in jeder Richtung. Die Strecke verläuft bis Capel Bangor im Talgrund und steigt dann ziemlich gleichmäßig mit 20 ‰ zum Endpunkt auf 190 m Höhe an.
| Bild | Name                | Bemerkungen |
| ---- | ------------------- | --- |
|      | Aberystwyth Lage    | In Aberystwyth befindet sich das Hauptquartier der Bahngesellschaft.                                                                                        |
|      | Llanbadarn Lage     | Bedarfshalt für das Dorf Llanbadarn Fawr |
|      | Glanyrafon Lage     | Bedarfshalt für das benachbarte Gewerbegebiet |
|      | Capel Bangor Lage   | Der Bahnhof Capel Bangor liegt in der Nähe des gleichnamigen Dorfes. Ein nachgebildetes Bahnhofsgebäude und neue Bahnsteige wurden 2012 errichtet.          |
|      | Nantyronen Lage     | Nantyronen ist ein Bedarfshalt. Bergwärts fahrende Züge halten hier kurz, damit die Lokomotive Wasser nehmen kann.                                          |
|      | Aberffrwd Lage      | Der Bahnhof Aberffrwd liegt in der Nähe des gleichnamigen Dorfes. Ein nachgebildetes Bahnhofsgebäude und neue Bahnsteige sollen demnächst errichtet werden. |
|      | Rheidol Falls Lage  | Bedarfshalt |
|      | Rhiwfron Lage       | Bedarfshalt |
|      | Devil’s Bridge Lage | Devil’s Bridge ist der östliche Endbahnhof der Strecke. Von hier aus führt ein kurzer Spaziergang zu den Mynach-Wasserfällen.                               |

Solange die Bleiminen in Betrieb waren gab es eine Luftseilbahn, die sie mit Rhiwfron verband.
Für den Güterverkehr gab eine Zweigstrecke zum Hafen von Aberystwyth. Diese wurde mit dem Überwiegen des Personenverkehrs überflüssig und dann abgebaut. Heute ist davon kaum noch etwas zu erkennen.

## Betrieb
Es gibt vier Dampflokomotiven, die drei Originalmaschinen aus den 1920er-Jahren und eine ursprünglich aus Südafrika stammende Garratt vom Typ SAR NGG 13 sowie eine Diesellokomotive. Außerdem stehen 16 Personenwagen und 4 zweiachsige Bremserwagen zur Verfügung. Die Strecke ist eingleisig mit Ausweichen in Capel Bangor und Aberffrwd, die vom Zugpersonal bedient werden.
Die Zugsicherung erfolgt durch Token, die dem Lokführer das Befahren eines eingleisigen Abschnitt erlauben. Token gibt es für
- Aberystwyth nach Capel Bangor
- Capel Bangor nach Aberffrwd
- Aberffrwd nach Devil’s Bridge

Ein Fahrdienstleiter regelt den Zugverkehr, indem er den Zügen das Befahren der eingleisigen Abschnitte erlaubt, die Zugbewegungen protokolliert und dafür sorgt, dass die Züge aus einer angemessenen Anzahl von Wagen gebildet werden.

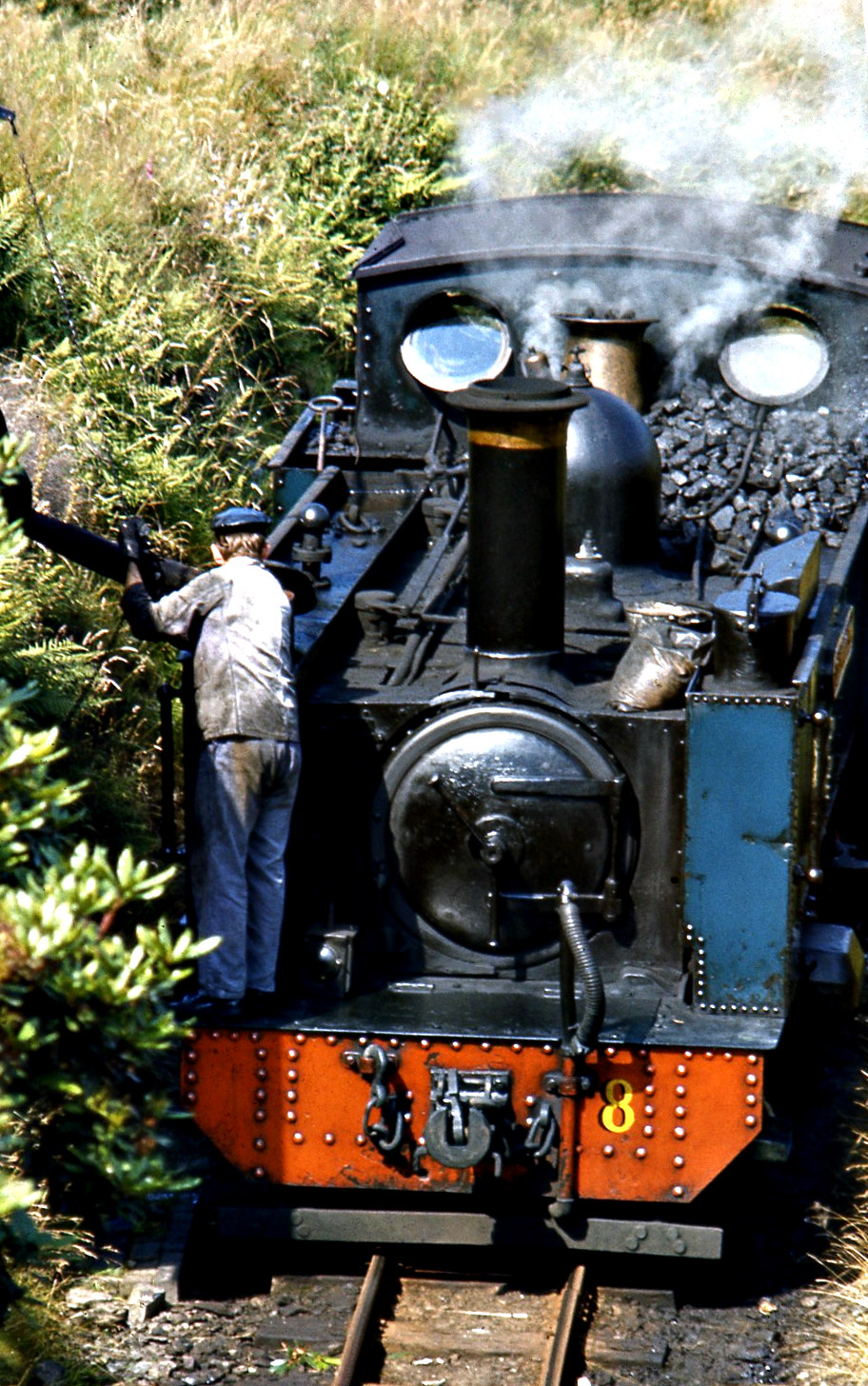
Lokomotive Nr. 8 in der Rail Blue-Lackierung während der 1970er Jahre
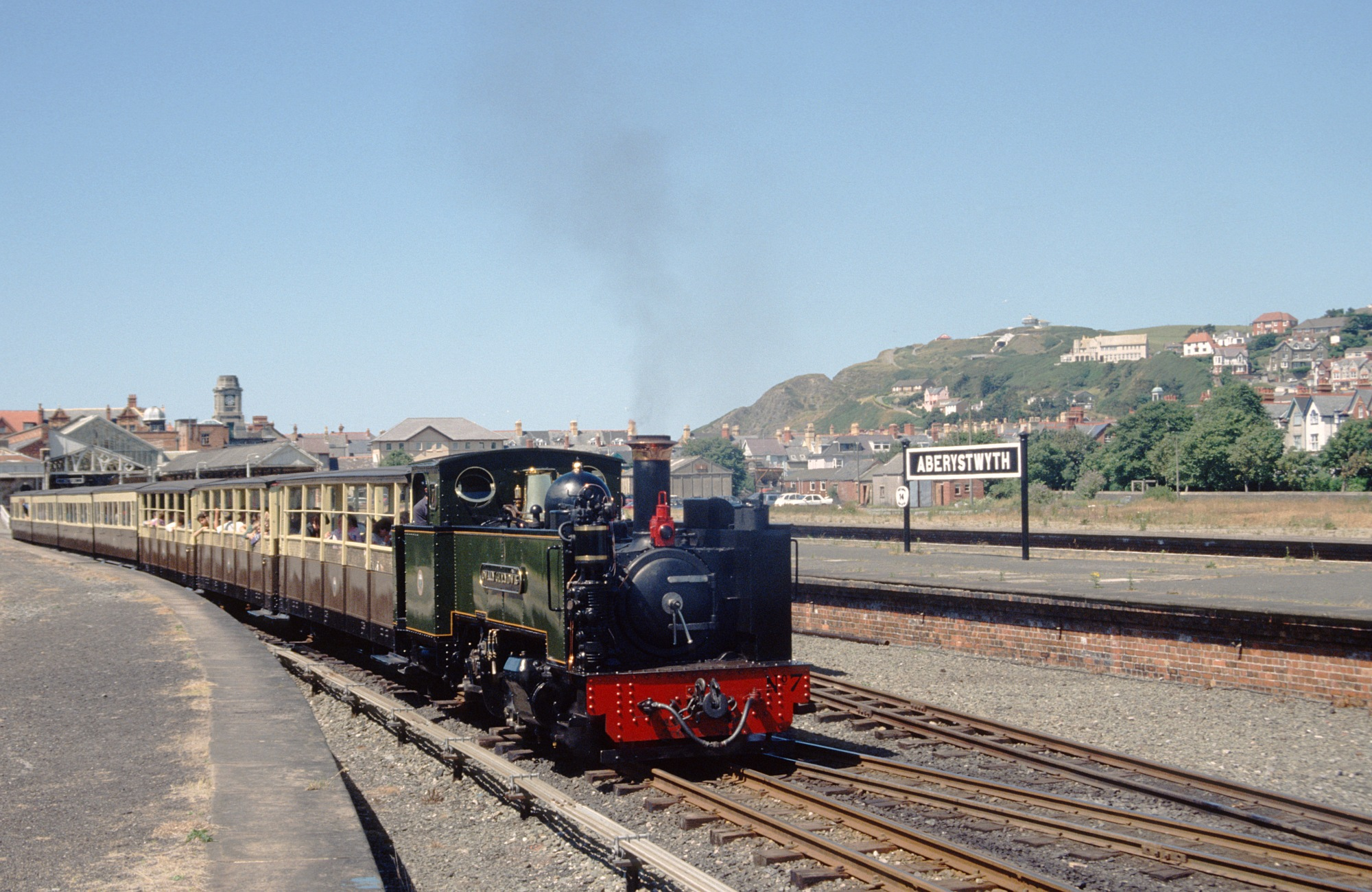
Ein Zug mit Lok Nr. 7 verlässt Aberystwyth (1994)
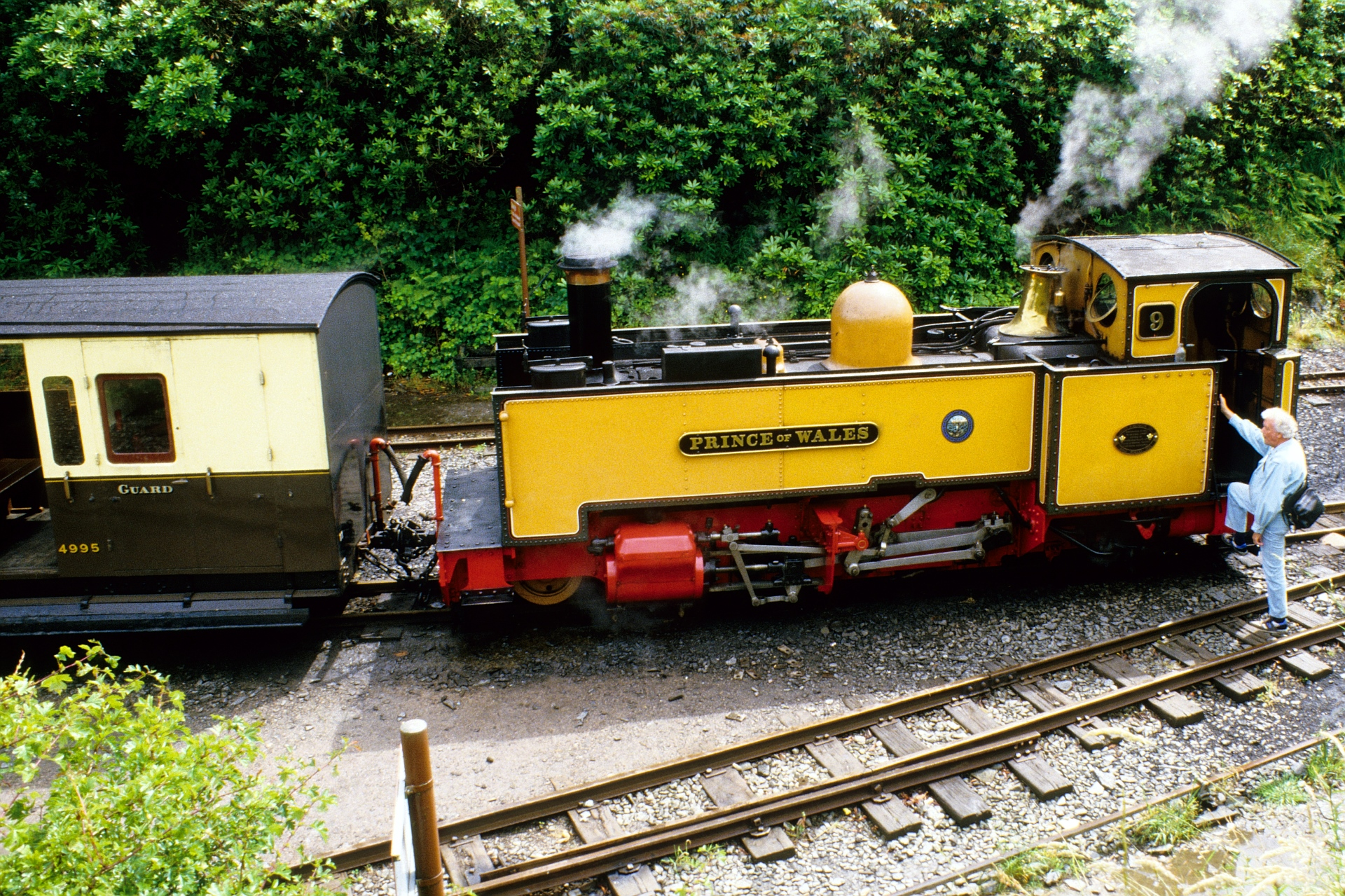
Dampflok  No. 9 Prince of Wales (1987)
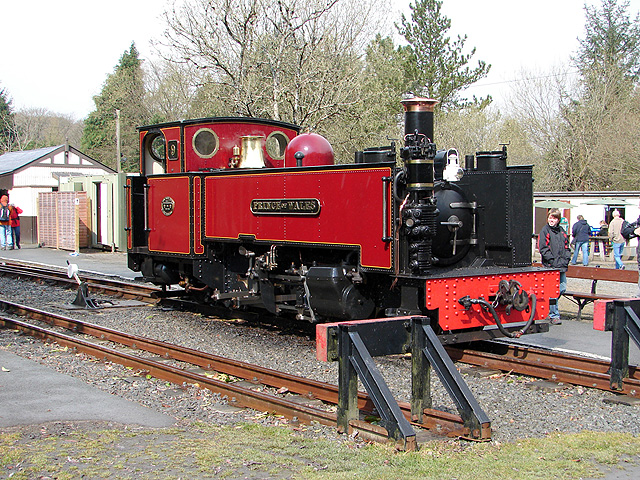
Lok Nr. 9 Prince of Wales in Devil’s Bridge
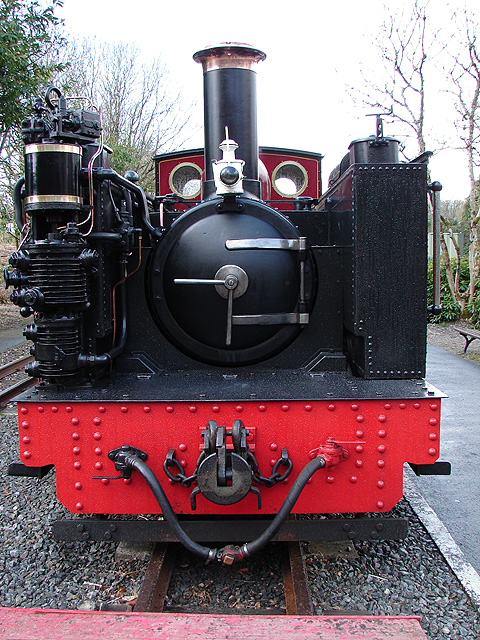
Frontansicht von Lok Nr. 9
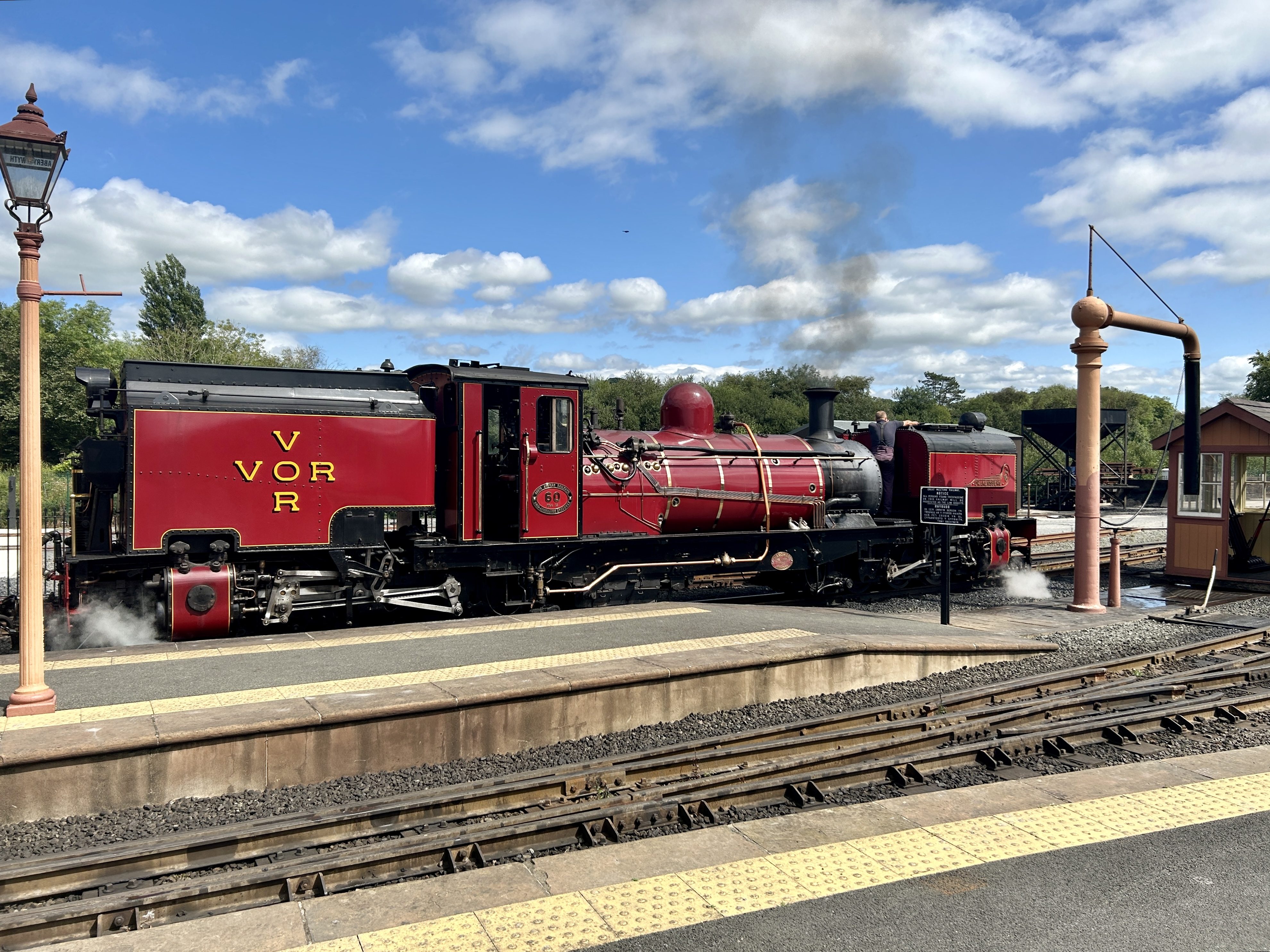
NGG 13 No. 60, seit 2022 im Einsatz bei der VOR